# Harry Chote
Harry Chote, né le 4 novembre 1999 à Miramar en Nouvelle-Zélande, est un footballeur international samoan. Il joue au poste de défenseur central aux Miramar Rangers.

## Biographie

### En club
Il joue au Wellington Olympic, tout d'abord dans les championnats régionaux néo-zélandais, puis en NZFC depuis la refonte du championnat national en 2021. Dans ce nouveau format, il joue son premier match en championnat contre North Wellington le 27 mars 2023. Lors de cette première journée de championnat, les deux équipes se neutralisent 3-3. Il inscrit son premier but le 7 novembre 2021 contre la réserve du Wellington Phoenix. Son équipe s'impose 2-4.
En 2022, il s'engage avec les Miramar Rangers, club évoluant également en NZFC.
Avec ce club, il fait ses débuts le 15 octobre 2022 contre les Napier City Rovers. Lors de cette rencontre, les deux équipes se neutralisent 2-2. Le 22 juillet 2023, il marque son premier but avec son nouveau club face aux Western Suburbs. Ce but offre le but de la victoire aux Miramar Rangers.
Début 2023, lui ainsi que de nombreux joueurs des Rangers prolongent leur contrat pour la saison 2023,. En début de saison suivante, il fait de même en prolongeant son contrat pour la saison 2024.

### En équipe nationale
En juin 2024, il figure dans la liste des 23 joueurs samoans retenus par Ryan Stewart pour participer à la Coupe d'Océanie 2024,,. Quelques jours plus tard, lors de cette compétition, il fait ses débuts contre Tahiti. Titulaire lors de cette rencontre, sa sélection s'incline 2-0,.